# باشگاه فوتبال زرینسکی موستار
باشگاه فوتبال زرینسکی موستار (کرواتی: Hrvatski športski klub Zrinjski Mostar) باشگاهی فوتبال واقع در موستار است که در رقابت‌های لیگ برتر فوتبال بوسنی و هرزگوین شرکت می‌کند. این باشگاه با ۸ بار قهرمانی در لیگ داخلی از مطرح‌ترین تیم‌های کشور بوسنی و هرزگوین محسوب می‌شود.
این باشگاه در سال ۱۹۰۵ توسط جوانان کروات در اتریش-مجارستان وقت پایه‌گذاری شد و قدیمی‌ترین باشگاه فوتبال در بوسنی و هرزگوین می‌باشد. باتوجه به تأسیس این باشگاه توسط کروات‌ها، تاریخ این باشگاه با فرهنگ کرواسی آمیخته شده است و در نشان‌واره و حتی نام باشگاه قابل مشاهده است.
از جمله بازیکنانی که برای این باشگاه بازی کرده‌اند می‌توان به لوکا مودریچ، پتار مامیچ، بسارت عبدورحیمی، سباستین کوردا، تونی شونییچ و هرویه میلیچویچ اشاره کرد.